# Вісник Інституту економіки та прогнозування
«Вісник Інституту економіки та прогнозування» — науковий журнал, заснований у 2000 році. З 2006 року у зв'язку з перейменуванням засновника журналу змінив назву з «Вісник Інституту економічного прогнозування» на «Вісник Інституту економіки та прогнозування» (Свідоцтво про державну реєстрацію друкованого засобу масової інформації від 28.02.2006 р. серія КВ, № 11085). Журнал входить до переліку фахових видань, визнаних ВАК України.

## Тематична спрямованість журналу
Висвітлення наукової інформації, що обговорюється на організованих Інститутом симпозіумах, конференціях, круглих столах, міжвідомчих засіданнях, присвячених актуальним проблем соціально-економічного розвитку України.

## Засновник
Інститут економіки та прогнозування НАН України.
Адреса редакції: вул. Панаса Мирного, 26, Київ, Україна, 01011.

## Головний редактор журналу
член-кореспондент НАН України Даниленко Анатолій Іванович.